# Mesothen bisexualis
Mesothen bisexualis är en fjärilsart som beskrevs av Paul Dognin 1912. Mesothen bisexualis ingår i släktet Mesothen och familjen björnspinnare. Inga underarter finns listade i Catalogue of Life.